# طرخشقون فوريستي
طرخشقون فوريستي (الاسم العلمي:Taraxacum forrestii) هو نوع من النباتات يتبع جنس الطرخشقون من الفصيلة النجمية.